# Коналл Грант
Коналл Грант (Коналл Седой; др.‑ирл. Conall Grant; убит в 718) — король Лагора (Южной Бреги; 712—718) из рода Сил Аэдо Слане.

## Биография
Коналл был одним из сыновей умершего в 664 году от чумы Кернаха Сотала и внуком верховного короля Ирландии Диармайта мак Аэдо Слане. Он принадлежал к Уи Хернайг, одной из двух основных ветвей рода Сил Аэдо Слане.
Первое датированное свидетельство исторических источников о Коналле Гранте относится к 697 году, когда он участвовал в Биррском синоде. На нём собрались множество знатных светских и духовных лиц не только из Ирландии, но и из Британии. На синоде по инициативе святого Адамнана был принят свод законов. В хартии, составленной по этому поводу, среди гарантов выполнения новых уставов были названы Коналл, упомянутый как «король части Бреги» (лат. rex deisceirt Breg; то есть Южной Бреги), его брат Ниалл и племянник Мане. Однако эти имена были добавлены к списку гарантов уже в 727 году, а первое использование в ирландских анналах титула «король Южной Бреги» датировано 751 годом.
Коналл Грант унаследовал престол Лагора после гибели в 712 году своего племянника Мане мак Нейлла. В сохранившейся в «Лейнстерской книге» поэме Фланна Майнистреха «Síl Aeda Sláne na Sleg» утверждается, что Коналл был вынужден признать себя подчинённым верховной власти короля всей Бреги Амалгайда мак Конгалайга из рода Уи Хонайнг. Также известно, что в начале своего правления Коналл поддерживал дружественные связи с королём Миде Мурхадом Миди.
Однако уже в 714 году в Бреге возобновились междоусобицы. Племянник Коналла Гранта Фогартах мак Нейлл объявил о своих притязаниях на титул короля всей Бреги, но в ответ был изгнан в Британию. По свидетельству «Анналов четырёх мастеров», его ссылка была делом рук верховного короля Ирландии Фергала мак Маэл Дуйна из рода Кенел Эогайн. Однако современные историки предполагают, что, скорее всего, изгнание было следствием междоусобной войны и называют возможным преследователем Фогартаха или его собственного дядю, короля Бреги Коналла Гранта, или правителя королевства Миде Мурхада Миди. В следующем году Коналл Грант и Мурхад Миди поссорились: король Миде был убит по наущению короля Лагора и это позволило Фогартаху в 716 году возвратиться в Ирландию.
Анналы сообщают, что уже в 717 году Фогартах мак Нейлл организовал беспорядки на ежегодном собрании ирландской знати, проводимом Уи Нейллами в Тайльтиу, во время которых, по крайней мере, два человека были убиты. Хотя средневековые исторические источники не сообщают о причинах бунта, вероятно, это выступление было направлено против верховного короля Ирландии Фергала мак Маэл Дуйна. Однако, предполагается, что уже вскоре после этих событий между Фогартахом и Фергалом был заключён союз.
В 718 году Коналл Грант нанёс в сражении при Кеннасе (современном Келсе) поражение войску короля всей Бреги Амалгайду мак Конгалайгу. На поле боя пали король Амалгайд, его брат Фергал и их союзники Гормгал мак Аэдо из Сил Длутайг и Туатал Уа Феэлхон из Кланн Холмайн Бикк. После победы при Кеннасе Коналл стал королём всей Бреги, но уже через два месяца он был убит по приказу верховного короля Фергала мак Маэл Дуйна. Возможно, это убийство было результатом союзнических отношений между Фергалом и Фогартахом мак Нейллом. Устранение дяди позволило Фогартаху, с согласия верховного короля, получить как престол Лагора, так и титул короля всей Бреги.
Коналл Грант был отцом двух сыновей: Ниалл также владел престолом Лагора, а Айлиль погиб в 722 году в битве при Алмайне. Потомки Коналла составляли септ Сил Конайлл Грант, земли которого находились вблизи Калатруима (современного Галтрима). Они были соперниками представителей рода Уи Хернайг в борьбе за власть над Южной Брегой.